# Jodz
Jodz (en ruso: Ходзь; en adigué: Фэдз, Fede) es un aúl del raión de Koshejabl, en la república de Adiguesia. Está situado a orillas del río homónimo, a kilómetro y medio de su desembocadura en el Labá, de la cuenca del Kubán. Koshejabl dista 46 km en dirección norte y Maikop, la capital de la república, 50 km en la del oeste. Tenía 2 952 habitantes en 2010
Es cabeza del municipio homónimo.

## Historia
En el emplazamiento del aúl actual existía un poblado adigué destruido en la Guerra del Cáucaso. Algunos años antes de 1861, fecha oficial de registro de la localidad como Jodzskoye (Ходзское), los primeros inmigrantes de posguerra (de la subetnia besleneyevtsi de los adigué) llegaron aquí procedentes del aúl Dzhezmysh, cerca de la stanitsa Bágovskaya), en el curso superior del río Jodz. Más tarde se establecerían adigués y cabardos, que no quisieron trasladarse al Imperio otomano.

## Nacionalidades
De los 3 026 habitantes con que contaba en 2002, el 91.4 % era de etnia adigué, el 7.5 % era de etnia rusa, el 0.2% de etnia ucraniana y el 0.1 % de etnia armenia.